# پارک ملی کاکادو
پارک ملی کاکادو در شمال استرالیا و ۱۷۱ کیلومتری جنوب شرق داروین قرار دارد.مساحت پارک ملی کاکادو ۱۹،۸۰۴ ۷،۶۴۶ کیلومتر مربع است و فاصله شمال تا جنوب ان ۲۰۰ کیلومتر و از شرق به غرب ان ۱۰۰ کیلومتر است این اندازه برابر است با مساحت اسلوونی یا حدود یک سوم اندازه تاسمانی یا تقریباً نیمی از اندازه سوئیس است . یکی از بزرگترین معادن اورانیوم در جهان در این پارک قرار دارد.پارک ملی کاکادو افزون بر مناطق طبیعی دارای سایت باستان‌شناسی نیز می‌باشد که فرهنگ مردم بومی این منطقه را با قدمتی بیش از ۴۰۰۰ سال در خود جای داده‌است.'پارک ملی کاکادو در سال ۱۹۸۱ به عنوان مکانی فرهنگی و طبیعی در میراث جهانی یونسکو به ثبت رسید.

## نگارخانه

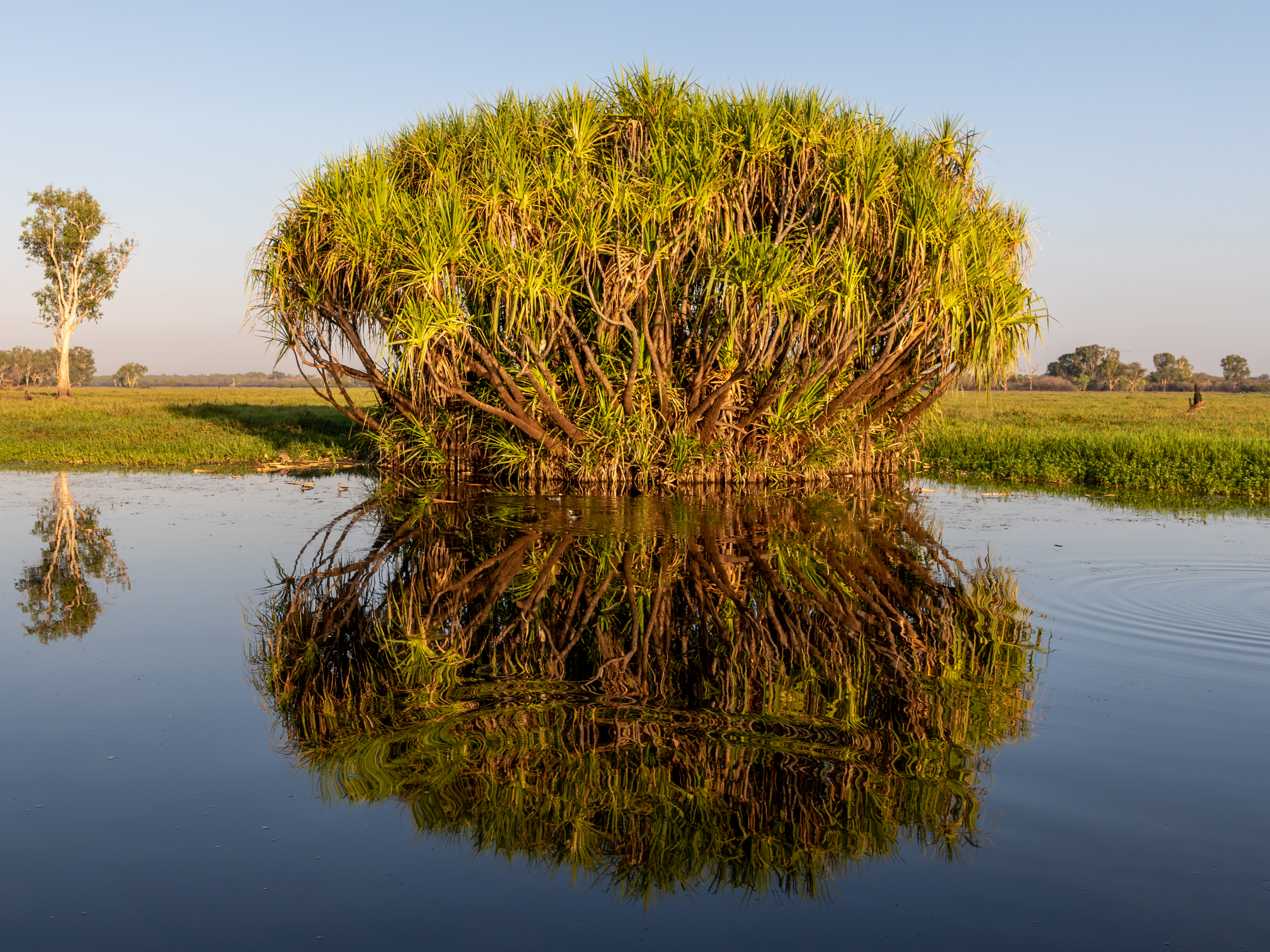
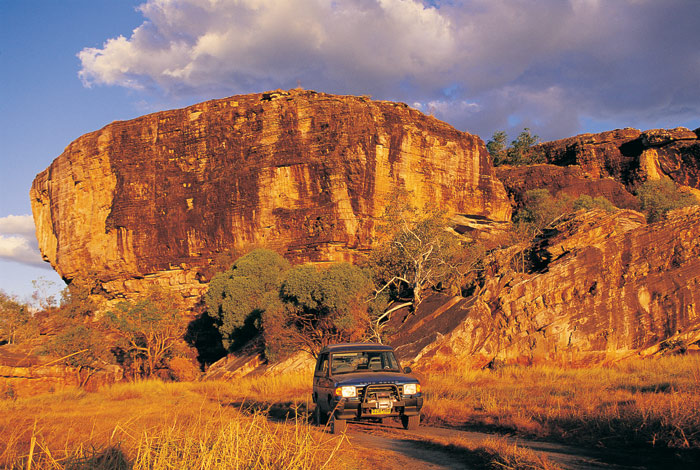
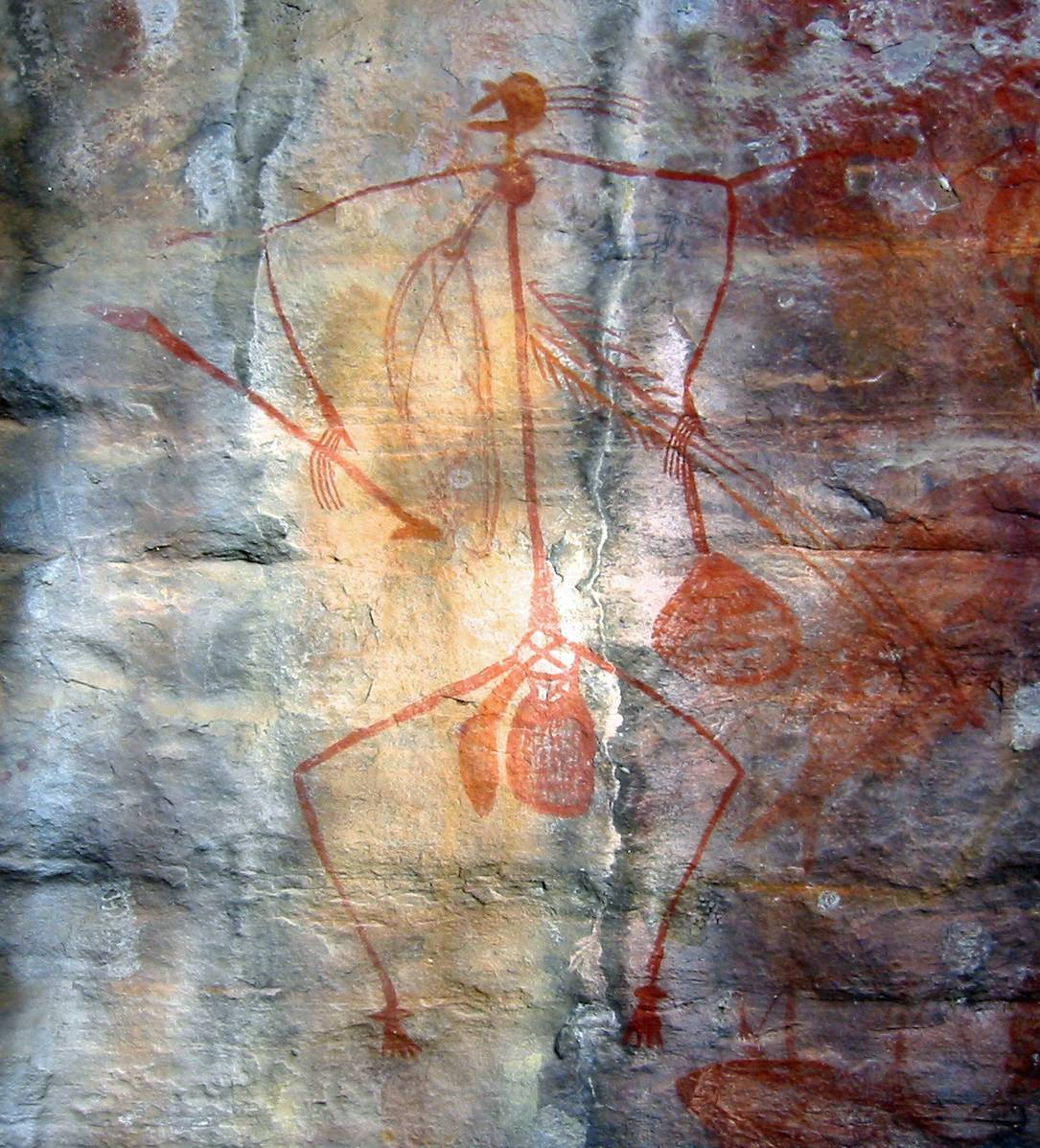
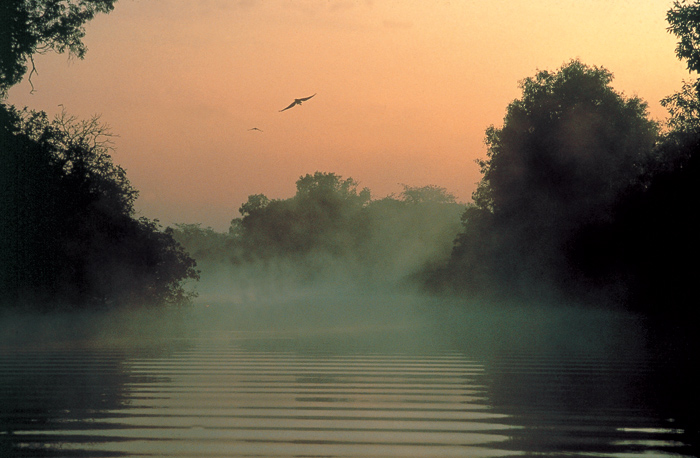
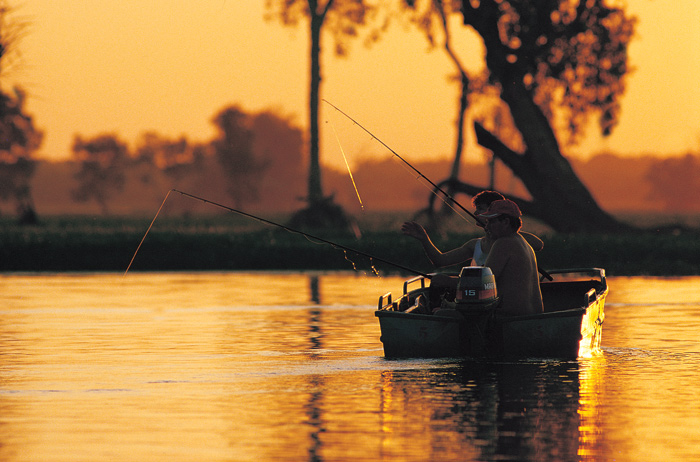
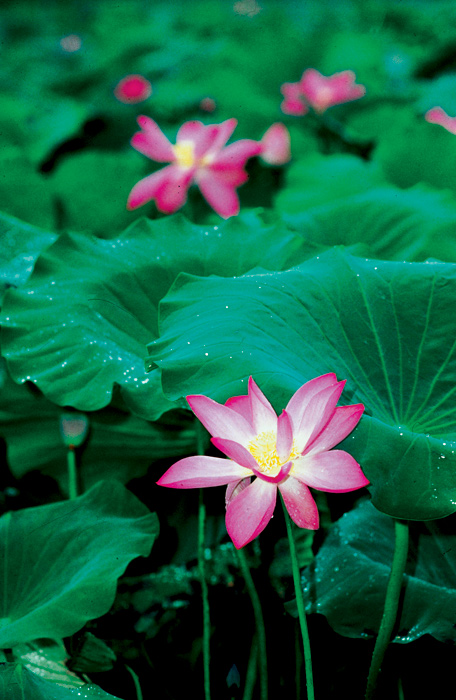
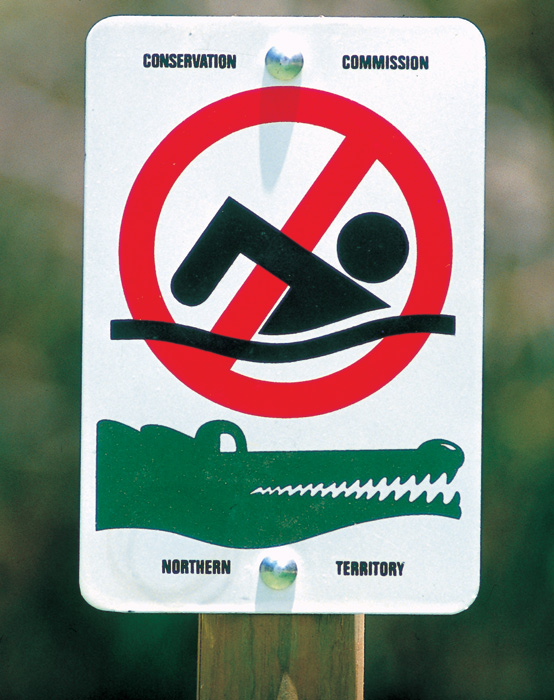
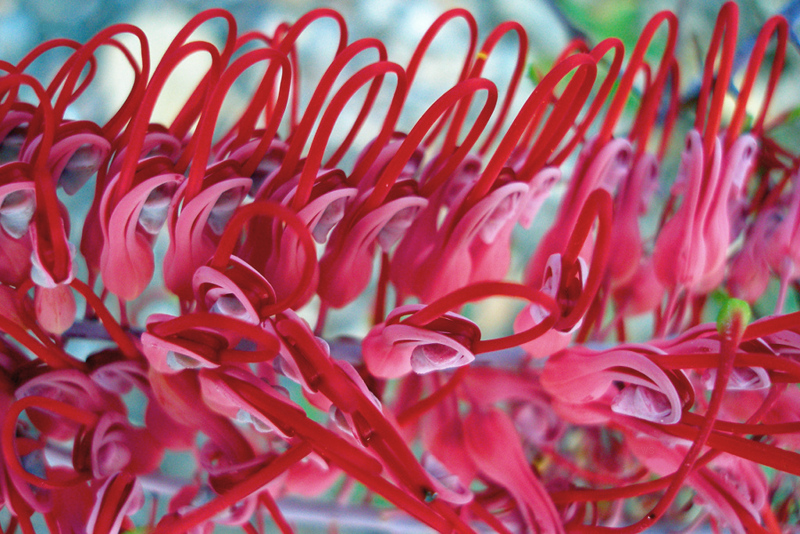
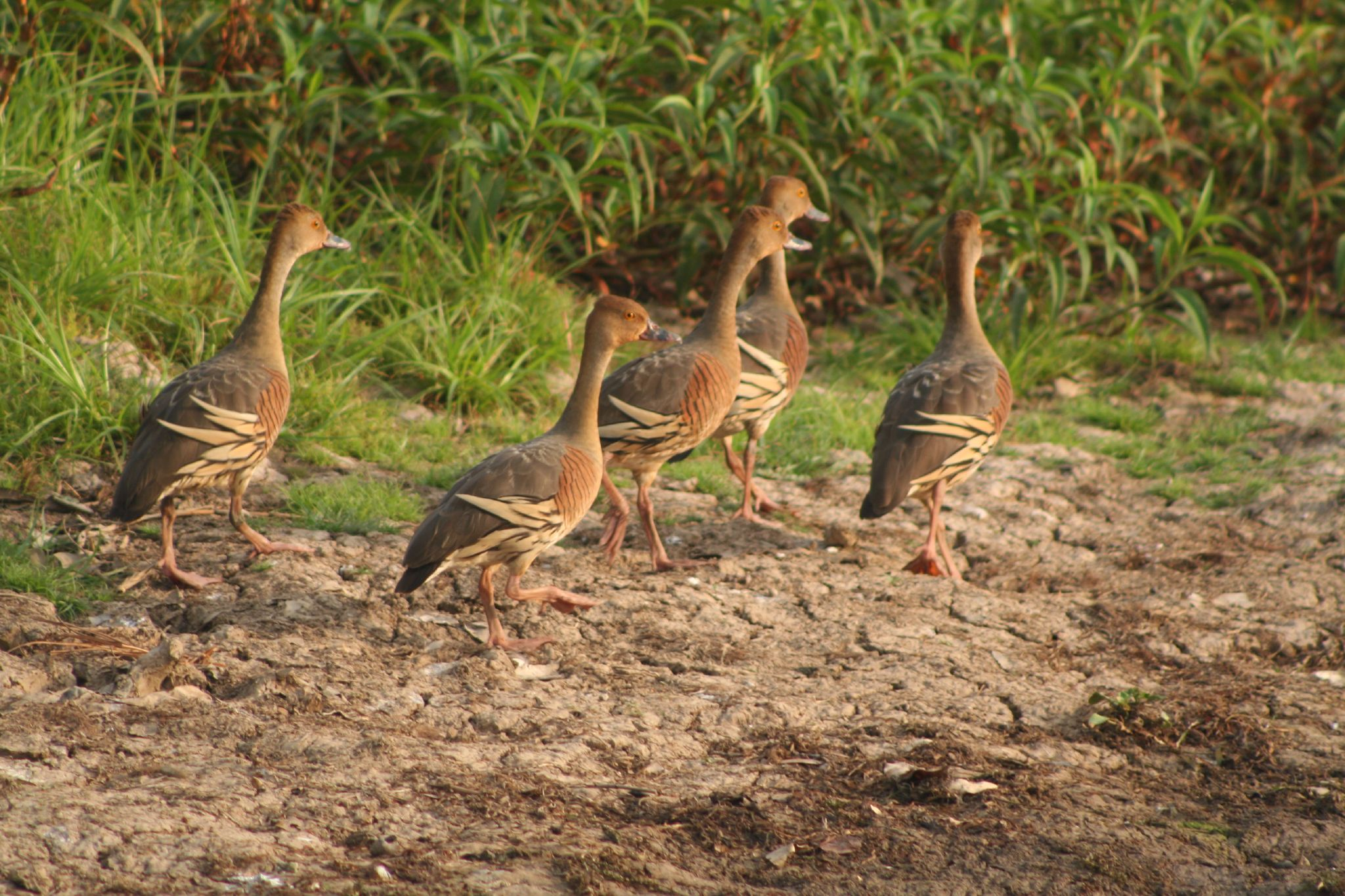
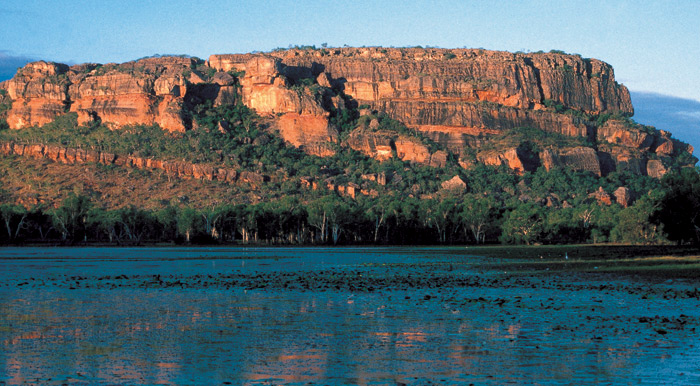
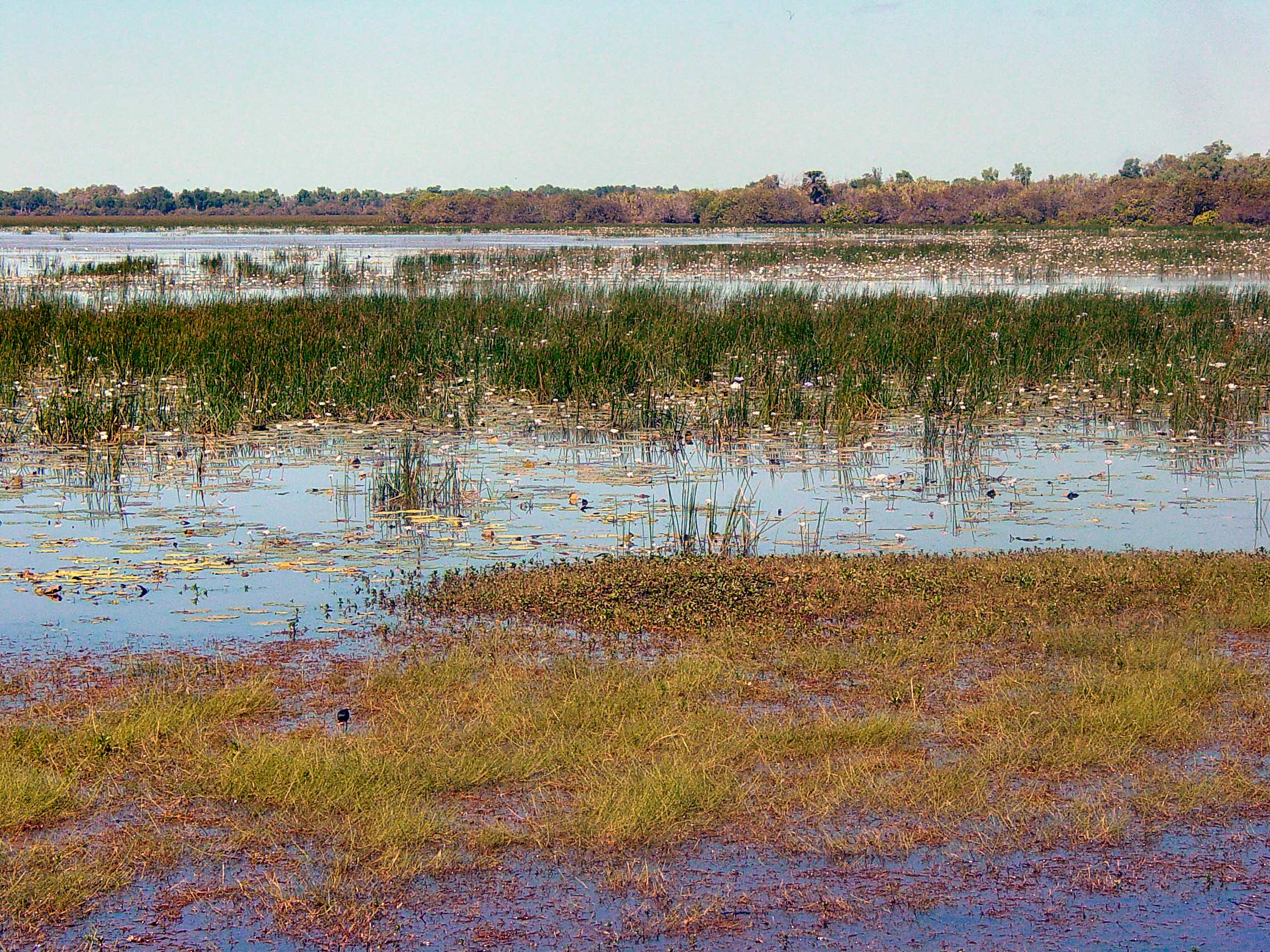
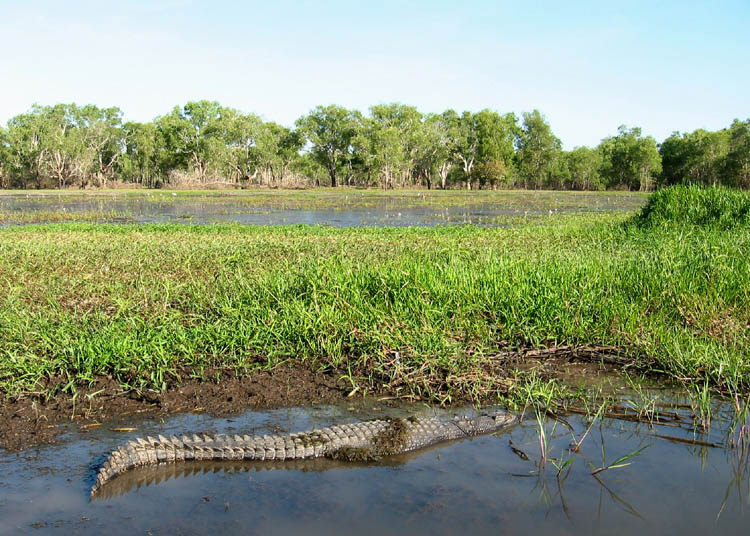
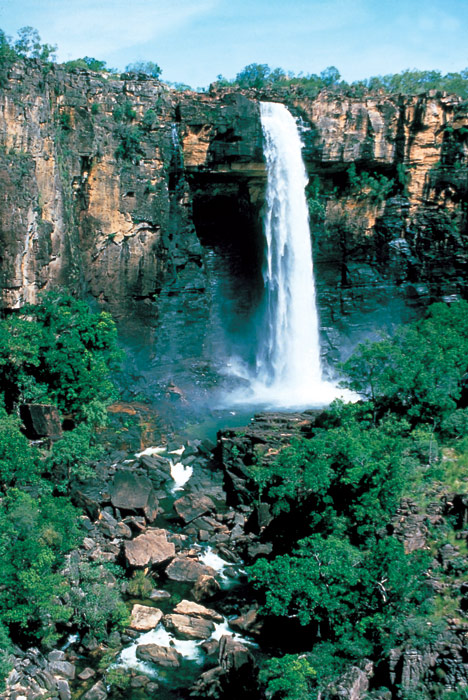
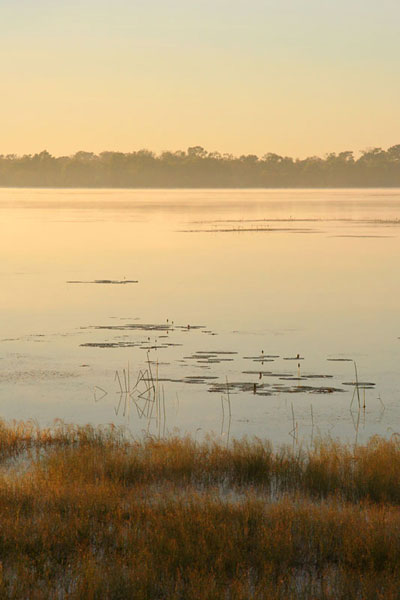